# Podbrahy
Podbrahy je malá vesnice, část obce Skorkov v okrese Mladá Boleslav. Nachází se jeden kilometr jižně od Skorkova. Vesnicí protéká Jizera a vedou jí silnice II/331 a silnice II/610. Podbrahy leží v katastrálním území Skorkov o výměře 5,01 km².

## Historie
První písemná zmínka o vesnici pochází z roku 1788.

## Další fotografie

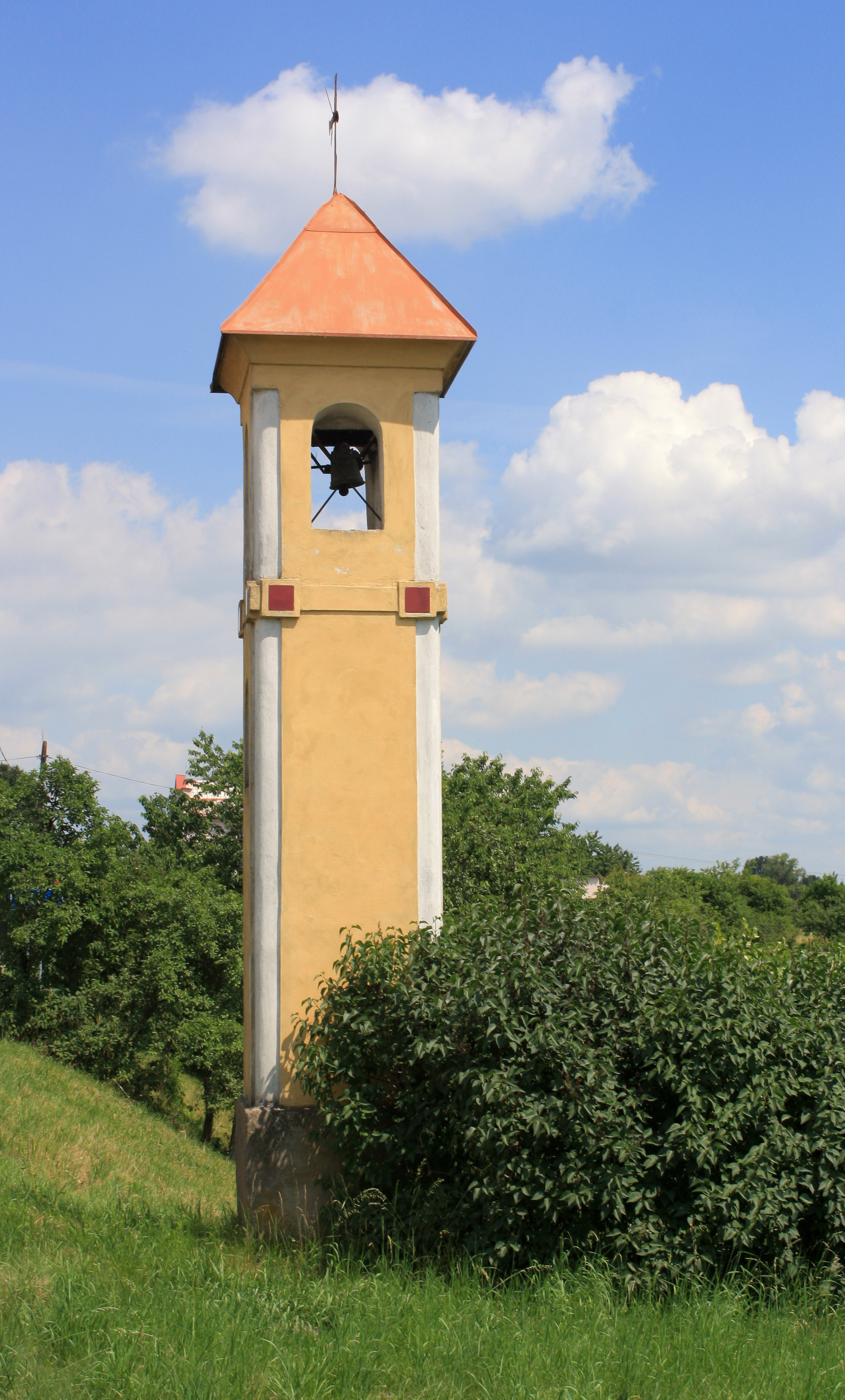
Zvonička
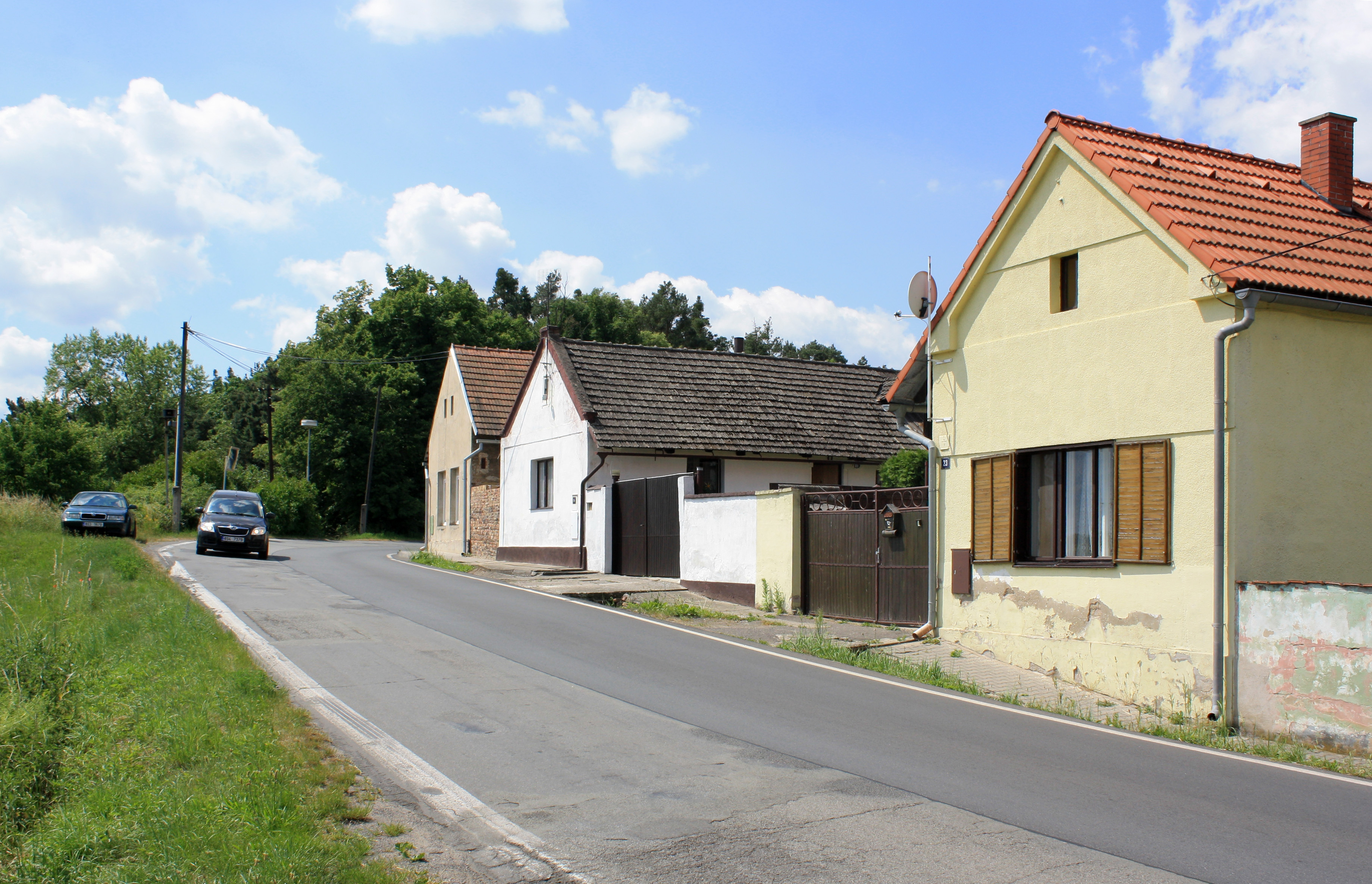
Silnice II/610 v jižní části vesnice
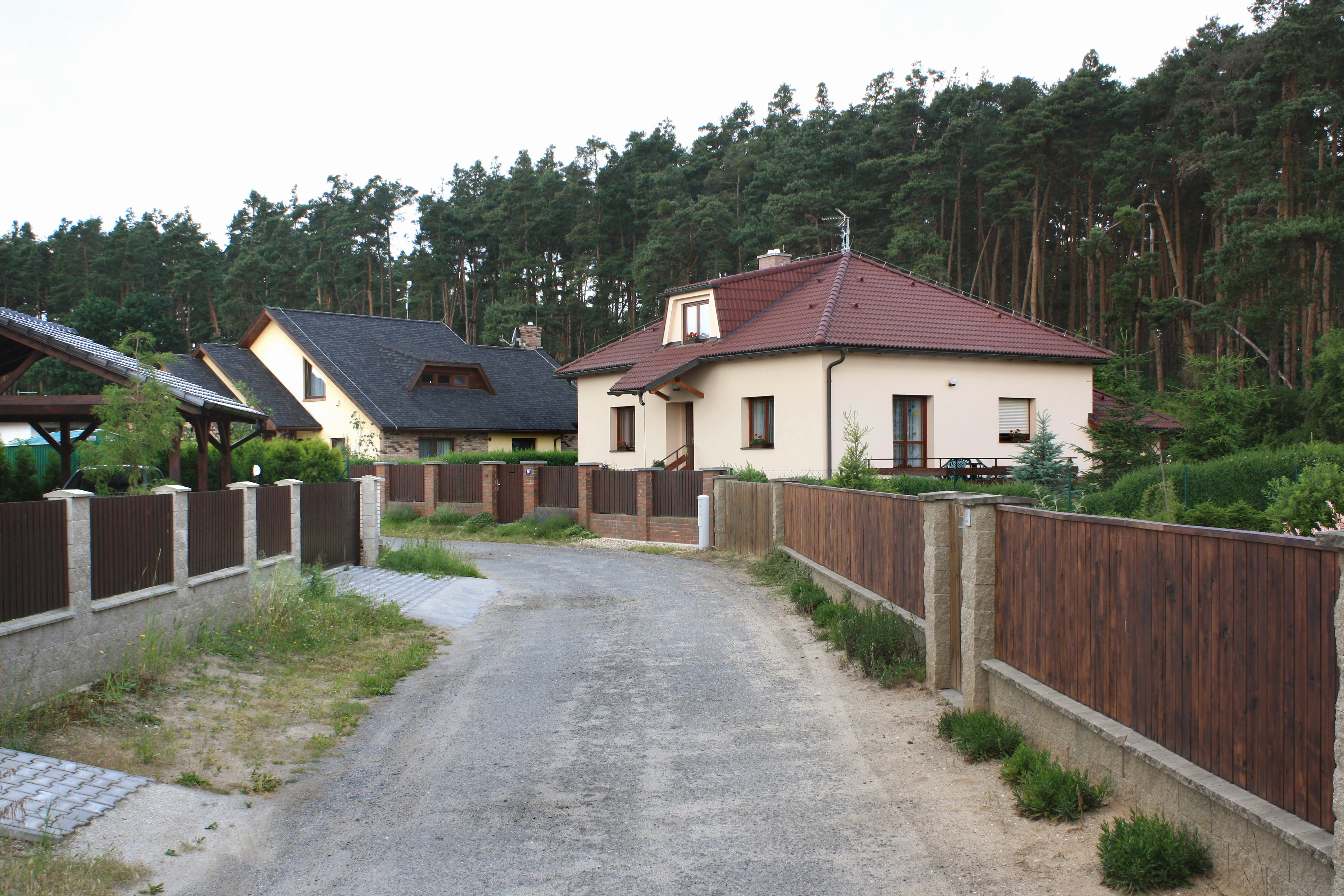
Nové domky na severu